# Literatură romantică în limba engleză

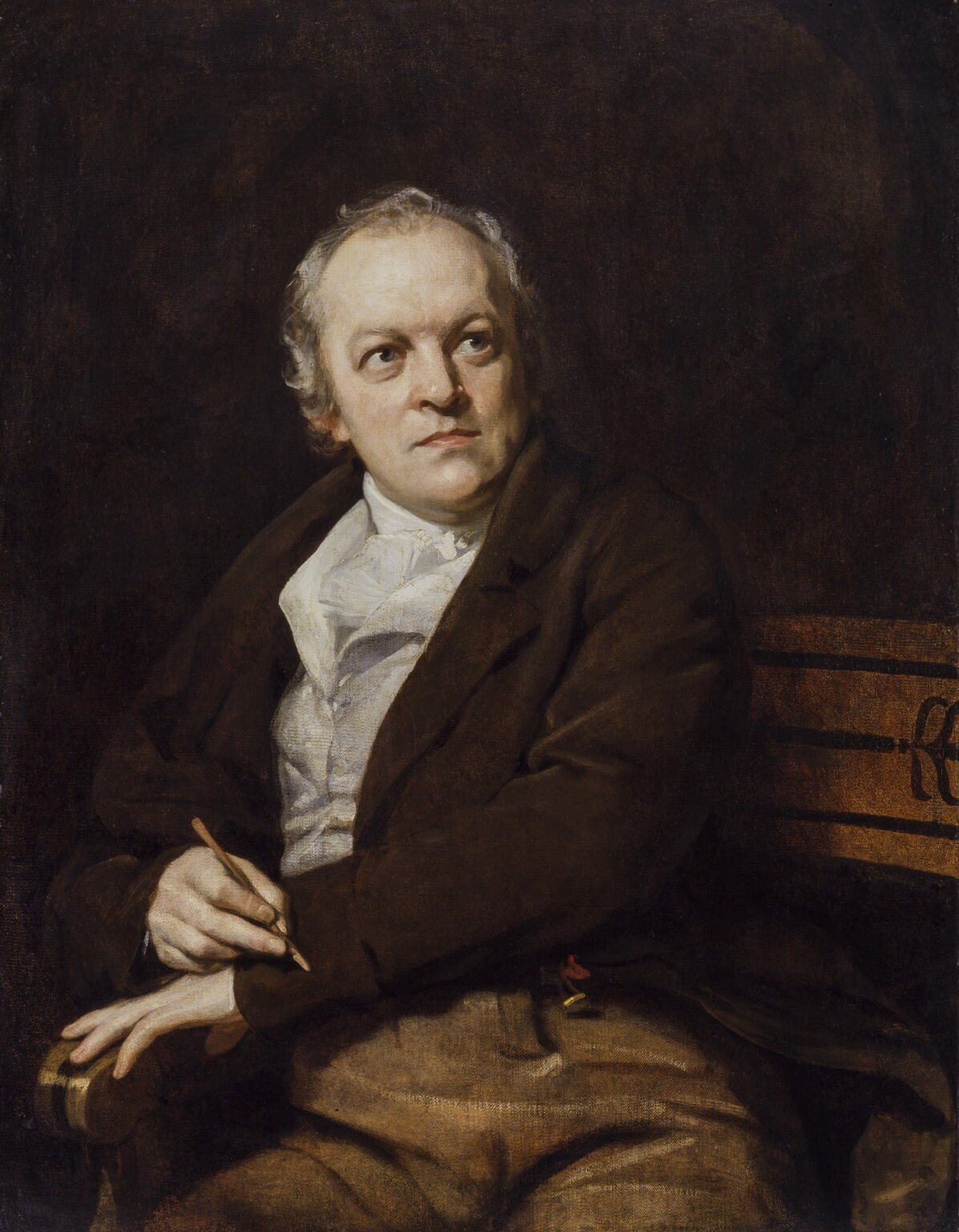
William Blake este considerat o figură fundamentală în istoria atât a poeziei, cât și a artelor vizuale ale epocii romantice.

Literatura romantică în limba engleză debutează cu publicarea "Lyrical Ballads⁠(d)" de către William Wordsworth și Samuel Taylor Coleridge în 1798. 
Romantismul a fost o mișcare artistică, literară și intelectuală apărută în Europa la sfârșitul secolului al XVIII-lea, ca reacție împotriva clasicismului și a normelor rigide ale acestuia. Mișcarea a pus accent pe sentiment, imaginație și libertatea de exprimare, îndepărtându-se de raționalismul caracteristic Iluminismului. 
Mișcarea a atins apogeul în prima jumătate a secolului al XIX-lea, influențând profund literatura, artele vizuale și muzica din întreaga Europă. 
Perioada romantică a fost una de schimbări sociale semnificative în Anglia, datorită depopulării zonei rurale și creșterii rapide a orașelor industriale supraaglomerate între 1798 și 1832. Aceste mișcări de populație au fost cauzate de două forțe majore: Revoluția agricolă britanică⁠(d), care prin procesul de împrejmuire a terenurilor a determinat muncitorii și familiile lor să părăsească satele, și Revoluția Industrială, care a oferit locuri de muncă în fabrici și mori, unde mașinile acționate de abur erau utilizate pe scară largă. De altfel, romantismul poate fi văzut parțial ca o reacție la Revoluția Industrială, dar și ca o revoltă împotriva normelor sociale și politice aristocratice ale Iluminismului, precum și împotriva raționalizării științifice a naturii. Revoluția Franceză a avut, de asemenea, o influență importantă asupra gândirii politice a multor figuri romantice din acea perioadă.

## Anglia

### Precursori din secolul al XVIII-lea
Mișcarea Romantică din literatura engleză de la începutul secolului al XIX-lea își are rădăcinile în poezia secolului al XVIII-lea, în romanul Goticului și în romanul de sensibilitate. Acestea includ poeții pre-romantici din cimitirele anilor 1740, ale căror lucrări sunt caracterizate de reflecții sumbre asupra morții, cu imagini precum "cranii și coșciuge, epitafuri și viermi". Aceștia au fost urmați de alți poeți care au adus un sentiment de "sublim" și de mister, precum și un interes pentru formele poetice englezești antice și pentru poezia populară. Aceste concepte sunt adesea considerate precursori ai genului Goticului.
Printre poeții gotici se numără Thomas Gray, ale cărui Elegie scrisă într-un cimitir de țară (1751) este una dintre cele mai cunoscute lucrări ale acestui stil; William Cowper; Christopher Smart⁠(d); Thomas Chatterton; Robert Blair, care a scris Mormântul (1743), o poezie ce subliniază groaza morții; și Edward Young⁠(d), ale cărui Plângeri sau Gânduri de noapte despre viață, moarte și nemurire (1742–45) este un alt exemplu important al acestui gen. Alți poeți notabili care au contribuit la formarea Romanticismului sunt James Thomson⁠(d) și James Macpherson.
Romanul sentimental sau „romanul de sensibilitate” a apărut în a doua jumătate a secolului al XVIII-lea. Acesta pune accent pe concepte emoționale și intelectuale, cum ar fi sentimentul, sentimentalismul și sensibilitatea. Sentimentalismul, care trebuie diferențiat de sensibilitate, a fost o modă atât în poezie, cât și în proza ficțională, apărută ca reacție la raționalismul din perioada Augustană. Romanele sentimentale se bazau pe reacțiile emoționale ale cititorilor și ale personajelor. Scenele de suferință și tandrețe sunt frecvente, iar intriga este construită astfel încât să pună în prim-plan emoțiile, mai degrabă decât acțiunea. Rezultatul este o apreciere a „sentimentelor rafinate”, prezentând personajele ca modele de efecte emoționale sensibile și rafinate. Capacitatea de a exprima sentimente era considerată un semn de caracter și experiență, având un impact asupra vieții și relațiilor sociale.
Printre celebrele romane sentimentale în limba engleză se numără Pamela, or Virtue Rewarded (1740) de Samuel Richardson, The Vicar of Wakefield (1766) de Oliver Goldsmith, Tristram Shandy (1759-67) și A Sentimental Journey (1768) de Laurence Sterne, The Fool of Quality (1765-70) de Henry Brooke, The Man of Feeling (1771) de Henry Mackenzie și Castle Rackrent (1800) de Maria Edgeworth.
Influențele străine au fost reprezentate de germanii Goethe, Schiller și August Wilhelm Schlegel, dar și de filosoful și scriitorul francez Jean-Jacques Rousseau (1712–78). O altă influență importantă a fost lucrarea lui Edmund Burke, A Philosophical Enquiry into the Origin of Our Ideas of the Sublime and Beautiful (1757). Schimbările din peisaj, cauzate de extinderea orașului și de depopularea satelor, au avut un impact semnificativ asupra dezvoltării mișcării romantice. Condițiile precare ale muncitorilor, conflictele de clasă tot mai evidente și poluarea mediului au generat o reacție împotriva urbanismului și industrializării, punând un accent deosebit pe frumusețea și valoarea naturii.
Romanul The Castle of Otranto (1764) al lui Horace Walpole a creat genul literar gotic prin combinarea elementelor de groază și romanț. Ann Radcliffe a introdus figura întunecată a răufăcătorului gotic, care a evoluat în eroul byronic. Cea mai populară și influentă lucrare a sa, The Mysteries of Udolpho (1795), este adesea citată drept romanul gotic arhetipal. Vathek (1786) de William Beckford și The Monk (1796) de Matthew Lewis au fost alte lucrări notabile timpurii în genurile literare gotic și de groază. Primele povești scurte englezești au fost basme gotice, cum ar fi „narațiunea remarcabilă” The Poisoner of Montremos (1791) de Richard Cumberland.

### Poezie romantică
Peisajul fizic este un element important în poezia din această perioadă. Romantismul, și în special Wordsworth, sunt adesea descriși ca „poeți ai naturii”. Cu toate acestea, aceste „poeme despre natură” reflectă preocupări mai largi, deoarece sunt adesea meditații asupra „unei probleme emoționale sau unei crize personale”.
William Blake (1757–1827), poet, pictor și grafician, a fost un scriitor timpuriu al genului său. Departe de a face parte din curentele principale ale literaturii vremii sale, Blake nu a fost recunoscut în timpul vieții, dar acum este considerat o figură fundamentală în istoria atât a poeziei, cât și a artelor vizuale din Epoca Romantică. Privit de contemporanii săi ca fiind „nebun” din cauza viziunilor sale idiosincratice, Blake este acum apreciat de criticii ulteriori pentru expresivitatea și creativitatea sa, dar și pentru subiectele filosofice și mistice din lucrările sale. Printre cele mai importante lucrări ale sale se numără Songs of Innocence (1789) și Songs of Experience (1794), precum și profețiile sale profunde și dificile, precum Visions of the Daughters of Albion (1793), The Book of Urizen (1794), Milton (1804–1810) și Jerusalem The Emanation of the Giant Albion (1804–1820).
După Blake, printre primii romantici s-au numărat Poeții din Lac (Lake Poets), un mic grup de prieteni, inclusiv William Wordsworth (1770–1850), Samuel Taylor Coleridge (1772–1834), Robert Southey (1774–1843) și jurnalistul Thomas De Quincey (1785–1859). Totuși, la acea vreme, Walter Scott (1771–1832) era cel mai faimos poet. Scott a avut un succes imediat cu poezia sa narativă de lungă durată *The Lay of the Last Minstrel* în 1805, urmată de epopeea completă *Marmion* în 1808. Ambele erau plasate în trecutul îndepărtat al Scoției. Poeții romantici timpurii au adus o nouă formă de emoționalism și introspecție, iar apariția lor este marcată de primul manifest romantic din literatura engleză, *Preface to Lyrical Ballads* (1798). În aceasta, Wordsworth discută despre ceea ce el consideră a fi elementele unui nou tip de poezie, bazată pe „limbajul real al oamenilor”, care evită dicția poetică a multor poezii din secolul al XVIII-lea. Aici, Wordsworth dă celebra sa definiție a poeziei, ca fiind „fluxul spontan al sentimentelor puternice”, care „își are originile din emoția recollectată în liniște”. Poeziile din *Lyrical Ballads* au fost majoritar ale lui Wordsworth, deși Coleridge a contribuit cu una dintre cele mai mari poezii din literatura engleză, *Rime of the Ancient Mariner*, o baladă tragică despre supraviețuirea unui marinar în urma unor evenimente supranaturale din călătoria sa prin Mările Sudului și care implică uciderea simbolică a unui albatros. Coleridge este de asemenea cunoscut pentru *Kubla Khan*, *Frost at Midnight*, *Dejection: An Ode*, *Christabel*, dar și pentru lucrarea sa de proză importantă, *Biographia Literaria*. Lucrarea sa critică, în special despre Shakespeare, a avut un impact major și a ajutat la introducerea filosofiei idealiste germane în cultura vorbitoare de engleză. Coleridge și Wordsworth, alături de Carlyle, au avut o influență majoră asupra transcendentalismului american prin intermediul lui Emerson. Printre cele mai importante poezii ale lui Wordsworth se numără *Michael*, *Lines Written a Few Miles Above Tintern Abbey*, *Resolution and Independence*, *Ode: Intimations of Immortality* și epopeea sa autobiografică lungă *The Prelude*. *The Prelude* a fost începută în 1799, dar publicată postum în 1850. Poezia lui Wordsworth este remarcabilă pentru modul în care el „a inversat ierarhia tradițională a genurilor poetice, subiectelor și stilului, ridicând viața umilă și rustică și simplitatea [...] ca subiect și mediu principal al poeziei în general” și pentru cum, în cuvintele lui Coleridge, trezește în cititor „o prospețime a senzației” în descrierea obiectelor familiare, cotidiene.

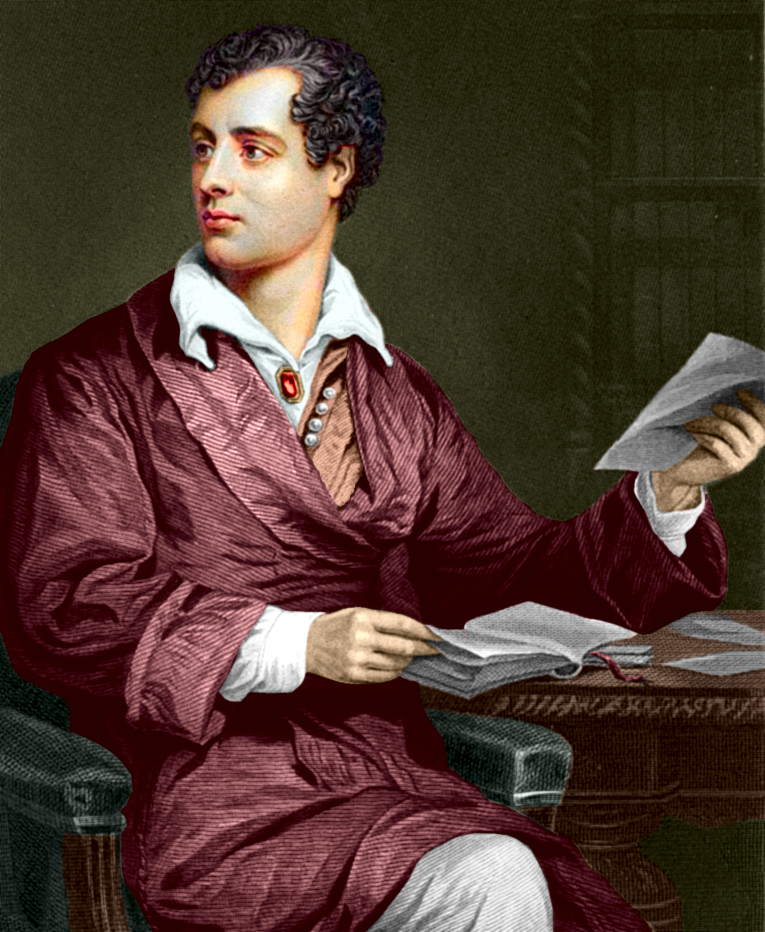
Lord Byron

Robert Southey (1774–1843) a fost unul dintre așa-numiții „Poeți ai Lacului” și a fost Poet Laureat timp de 30 de ani, din 1813 până la moartea sa în 1843, deși faima sa a fost mult eclipsată de cea a contemporanilor și prietenilor săi William Wordsworth și Samuel Taylor Coleridge. Thomas De Quincey (1785–1859) a fost un eseist englez, cel mai cunoscut pentru Confessions of an English Opium-Eater (1821), un jurnal autobiografic despre utilizarea sa de laudanum și efectele acesteia asupra vieții sale. William Hazlitt (1778–1830), prieten al lui Coleridge și Wordsworth, este un alt eseist important al acelei perioade, deși astăzi este cel mai cunoscut pentru critica sa literară, în special pentru Characters of Shakespear's Plays (1817–18).

#### A doua generație
A doua generație de poeți romantici include pe Lord Byron (1788–1824), Percy Bysshe Shelley (1792–1822) și John Keats (1795–1821). Totuși, Byron a fost încă influențat de satiricii din secolul XVIII și a fost, poate, cel mai puțin „romantic” dintre cei trei, preferând „spiritul strălucitor al lui Pope” în loc de ceea ce el numea „sistemul poetic greșit” al contemporanilor săi romantici. Byron a obținut o faimă enormă și o mare influență în întreaga Europă cu lucrările sale care exploatau violența și drama în decoruri exotice și istorice. Goethe l-a numit pe Byron „fără îndoială cel mai mare geniu al secolului nostru”. O călătorie în Europa a dus la scrierea primelor două cânturi din Childe Harold's Pilgrimage (1812), o epopee mock-eroică despre aventurile unui tânăr în Europa, dar și o satiră aspră la adresa societății londoneze. Poemul conține elemente considerate autobiografice, deoarece Byron a creat o parte din poveste pe baza experienței acumulate în timpul călătoriilor sale din perioada 1809–1811. Totuși, în ciuda succesului lui Childe Harold și al altor lucrări, Byron a fost forțat să părăsească definitiv Anglia în 1816 și să caute azil pe Continent, din cauza, printre altele, unei presupuse aventuri incestuoase cu sora sa vitregă Augusta Leigh. Aici, el s-a alăturat lui Percy Bysshe și Mary Shelley, împreună cu secretarul său John William Polidori, pe malurile Lacului Geneva, în timpul „Anului fără vară”. Povestirea lui Polidori, The Vampyre, a fost publicată în 1819, creând genul literar al vampirilor. Această poveste scurtă a fost inspirată din viața lui Lord Byron și din poezia sa The Giaour (1813). Între 1819 și 1824, Byron a publicat satira sa epopeică neterminată Don Juan, care, deși inițial condamnată de critici, „a fost mult admirată de Goethe, care a tradus o parte din ea”.
Shelley este poate cel mai cunoscut pentru poezii precum Ozymandias, Ode to the West Wind, To a Skylark, Music, When Soft Voices Die, The Cloud, The Masque of Anarchy și Adonais, o elegie scrisă la moartea lui Keats. Profesionalismul său timpuriu în ateism, expus în lucrarea The Necessity of Atheism, a dus la expulzarea sa din Oxford și l-a marcat drept un agitator și gânditor radical, stabilind un tipar timpuriu de marginalizare și excludere din cercurile intelectuale și politice ale vremii sale. La fel, eseul său din 1821, A Defence of Poetry, expunea o viziune radicală asupra poeziei, în care poeții acționează ca „legislatori neacceptați ai lumii”, deoarece, dintre toți artiștii, ei percep cel mai bine structura subînțeleasă a societății. Cercul său apropiat de admiratori includea, totuși, cei mai progresiști gânditori ai vremii, inclusiv tatăl său vitreg, filosoful William Godwin. Lucrări precum Queen Mab (1813) îl arată pe Shelley „ca moștenitor direct al intelectualilor revoluționari francezi și britanici din anii 1790”. Shelley a devenit un idol al următoarelor trei sau patru generații de poeți, inclusiv poeți importanți din perioada victoriană și pre-raphaelită, precum Robert Browning și Dante Gabriel Rossetti, dar și mai târziu W. B. Yeats. Poemul influent al lui Shelley, The Masque of Anarchy (1819), cere nonviolență în protest și acțiune politică. Este poate prima afirmație modernă a principiului protestului nonviolent. Rezistența pasivă a lui Mahatma Gandhi a fost influențată și inspirată de versurile lui Shelley, iar Gandhi obișnuia să citeze poemul în fața unor audiențe mari.
Deși John Keats împărtășea politicile radicale ale lui Byron și Shelley, „cea mai bună poezie a sa nu este politică”, ci este remarcabilă în special pentru muzicalitatea și imagistica sa senzorială, împreună cu preocuparea față de frumusețea materială și efemeritatea vieții. Printre cele mai faimoase lucrări ale sale se numără The Eve of St. Agnes, Ode to Psyche, La Belle Dame sans Merci, Ode to a Nightingale, Ode on a Grecian Urn, Ode on Melancholy, To Autumn și incompletul Hyperion, un poem „filosofic” în vers liber, „conceput după modelul Paradise Lost al lui Milton”. Scrisorile lui Keats „sunt printre cele mai frumoase în limba engleză” și importante „pentru discuțiile sale despre ideile estetice”, inclusiv despre „capabilitatea negativă”. Keats a fost întotdeauna considerat un mare romantic, „iar statura sa de poet a crescut constant prin toate schimbările de modă”.

#### Alți poeți
Un alt poet important din această perioadă a fost John Clare (1793–1864). Clare era fiul unui muncitor agricol, iar el a devenit cunoscut pentru reprezentările sale pline de celebrare ale peisajului rural englez și pentru plângerea sa față de schimbările care aveau loc în Anglia rurală. Poezia sa a trecut printr-o reevaluare majoră la sfârșitul secolului XX și este adesea acum considerat unul dintre cei mai importanți poeți ai secolului XIX. Biograful său, Jonathan Bate, afirmă că Clare a fost „cel mai mare poet al clasei muncitoare pe care Anglia l-a produs vreodată. Nimeni nu a scris vreodată mai puternic despre natură, despre o copilărie rurală și despre sinele alienat și instabil.”
George Crabbe (1754–1832) a fost un poet englez care, în perioada romantică, a scris „portrete realiste ale vieții rurale, atent observate [...] în cupletele eroice ale perioadei augustane”. Lord Byron, care era un admirator al poeziei lui Crabbe, l-a descris ca „cel mai sever pictor al naturii, dar totodată cel mai bun”. Criticul modern Frank Whitehead a spus că „Crabbe, în poveștile sale în versuri, este un poet important – chiar un mare poet, a cărui lucrare a fost și încă este subestimată”. Lucrările lui Crabbe includ The Village (1783), Poems (1807), The Borough (1810) și colecțiile sale de poezii Tales (1812) și Tales of the Hall (1819).

#### Poeți femei
Femeile scriitoare au fost din ce în ce mai active în toate genurile literare pe parcursul secolului al XVIII-lea, iar până în anii 1790 poeziile scrise de femei începuseră să înflorească. Poeți remarcabili din perioada ulterioară includ pe Anna Laetitia Barbauld, Joanna Baillie, Susanna Blamire și Hannah More. Alte poete includ pe Mary Alcock (aprox. 1742 – 1798) și Mary Robinson (1758–1800), ambele fiind cunoscute pentru faptul că „evidențiau discrepanța enormă dintre viața celor bogați și a celor săraci” și pe Felicia Hemans (1793–1835), autoarea a 19 cărți individuale de-a lungul vieții sale și care a continuat să fie republicată pe larg după moartea sa în 1835.
În ultimii ani, a fost manifestată o mai mare interes față de Dorothy Wordsworth (1771–1855), sora lui William, care „era modestă în privința abilităților ei de a scrie, dar a produs poezii proprii; iar jurnalele și narațiunile sale de călătorie au oferit cu siguranță inspirație pentru fratele ei”.
În ultimele decenii, s-au făcut lucrări academice și critice substanțiale despre poetele acestei perioade, atât pentru a le face disponibile în format tipărit sau online, cât și pentru a le evalua și a le poziționa în cadrul tradiției literare. În mod deosebit, Felicia Hemans, deși a rămas fidelă formelor sale, a început un proces de subminare a tradiției romantice, o deconstrucție continuată de Letitia Elizabeth Landon (1802–1838). Noile forme de roman metric și monolog dramatic ale lui Landon au fost mult imitate și au avut o influență de lungă durată asupra poeziei victoriene. Lucrarea sa este acum frecvent clasificată ca post-romantică. De asemenea, ea a produs trei romane complete, o tragedie și numeroase povestiri scurte.

### Roman romantic
Mary Shelley (1797–1851) este cunoscută ca autoarea romanului Frankenstein (1818). Se spune că trama acestuia i-a venit dintr-un vis treaz pe care l-a avut, în compania lui Percy Shelley, Lord Byron și John Polidori, după o discuție despre galvanism și posibilitatea de a readuce la viață un cadavru sau părți ale unui corp adunate, și despre experimentele filozofului natural și poetului Erasmus Darwin din secolul al XVIII-lea, despre care se spunea că anima materia moartă. Stând în jurul unui foc de lemne la vila lui Byron, compania s-a amuzat citind povești germane cu fantome, iar Byron le-a sugerat să scrie fiecare câte o poveste supranaturală.
Lucrările lui Jane Austen critică romanele de sensibilitate din a doua jumătate a secolului al XVIII-lea și fac parte din tranziția către realismul din secolul al XIX-lea. Trama sa, deși fundamental comică, subliniază dependența femeilor de căsătorie pentru a-și asigura statutul social și siguranța economică. Austen scoate în evidență dificultățile cu care se confruntau femeile, deoarece acestea, de obicei, nu moșteneau bani, nu aveau locuri de muncă și depindeau în mare parte de soții lor. Ea dezvăluie nu doar dificultățile cu care se confruntau femeile în acea perioadă, ci și așteptările legate de bărbați și de carierele pe care trebuiau să le urmeze. Toate acestea sunt prezentate cu spirit și umor, iar finalurile sunt construite astfel încât toate personajele, bune sau rele, să primească exact ceea ce merită. Munca ei nu i-a adus o faimă personală mare și doar câteva recenzii pozitive în timpul vieții, dar publicarea în 1869 a memoriilor nepotului său, A Memoir of Jane Austen, a făcut-o cunoscută unui public mai larg, iar până în anii 1940 a fost acceptată ca o scriitoare importantă. A doua jumătate a secolului XX a cunoscut o proliferare a studiilor despre Austen și apariția unei culturi de fani „Janeite”. Lucrările lui Austen includ Sense and Sensibility (1811), Pride and Prejudice (1813), Mansfield Park (1814), Emma (1815), Northanger Abbey (1817) și Persuasion (1817).

### Dramă
Byron, Keats și Percy Shelley au scris pentru scenă, dar cu puțin succes în Anglia, cu lucrările lui Shelley, The Cenci, fiind poate cea mai cunoscută, deși aceasta nu a fost jucată într-un teatru public din Anglia decât un secol după moartea sa. Piesele lui Byron, împreună cu dramatizările poeziilor sale și ale romanului lui Scott, au avut mult mai mult succes pe continent, în special în Franța, iar prin aceste versiuni, câteva dintre ele au fost transformate în opere, multe dintre ele fiind încă jucate și astăzi. Dacă poeții contemporani au avut puțin succes pe scenă, perioada respectivă a fost una legendară pentru spectacolele cu Shakespeare, contribuind la restabilirea textelor originale ale acestuia și la îndepărtarea "îmbunătățirilor" aduse de epoca augustană. Cel mai mare actor al perioadei, Edmund Kean, a restabilit sfârșitul tragic din King Lear; Coleridge a spus că "a-l vedea jucând era ca și cum ai citi Shakespeare prin fulgere."

## Povestiri
Țara Galilor a avut propriul său curent romantic, în special în literatura galeză (care a fost rar tradusă sau cunoscută în afacerea Țării Galilor). Peisajul și istoria Țării Galilor au avut o influență semnificativă asupra imaginației romantice a britanicilor, în special în scrierile de călătorie și în poezia lui Wordsworth.
„Poezia și viziunea bardică” a lui Edward Williams (1747–1826), cunoscut mai bine sub numele său bardic Iolo Morganwg, poartă amprenta Romanticismului. „Imaginea sa romantică a Țării Galilor și a trecutului acesteia a avut un efect semnificativ asupra modului în care galezii și-au imaginat identitatea națională în secolul al XIX-lea.”

## Scoția
James Macpherson a fost primul poet scoțian care a obținut o reputație internațională. Susținând că a găsit poezii scrise de bardo antic Ossian, el a publicat „traduceri” care au căpătat popularitate internațională, fiind proclamate echivalentul celtic al epopeilor clasice. Fingal, scris în 1762, a fost tradus rapid în multe limbi europene, iar aprecierea sa pentru frumusețea naturală și tratamentul legendei antice au fost creditate, mai mult decât orice altă lucrare, cu declanșarea mișcării romantice în literatura europeană, și în special în literatura germană, prin influența asupra lui Johann Gottfried von Herder și Johann Wolfgang von Goethe. A fost, de asemenea, popularizat în Franța de figuri care includeau pe Napoleon. În cele din urmă, a devenit clar că poeziile nu erau traduceri directe din gaelică, ci adaptări florale făcute pentru a se potrivi cu așteptările estetice ale audienței sale. Atât Robert Burns (1759–96), cât și Walter Scott (1771–1832) au fost profund influențați de ciclul Ossian. Robert Burns (1759–1796) a fost un pionier al mișcării romantice și, după moartea sa, a devenit un simbol cultural în Scoția. Pe lângă poezii, Burns a colectat și cântece populare din întreaga Scoție, adesea revizuindu-le sau adaptându-le. Poeziile sale, publicate în 1786 sub titlul Poems, chiefly in the Scottish Dialect, includ lucrări celebre, cum ar fi „Auld Lang Syne”, „A Red, Red Rose”, „A Man's A Man for A' That”, „To a Louse”, „To a Mouse”, „The Battle of Sherramuir”, „Tam o' Shanter” și „Ae Fond Kiss”.
Sir Walter Scott, un important romancier britanic din secolul XIX, a avut o influență imensă asupra literaturii. A devenit faimos în 1814 cu Waverley, considerat adesea primul roman istoric. Lucrările sale, care includ Ivanhoe și alte romane istorice precum The Antiquary și Old Mortality, explorează în principal istoria Scoției și i-au adus lui Scott un loc de frunte ca unul dintre cei mai importanți autori ai vremii sale. Scrierile sale nu doar că au influențat alți scriitori, dar au inspirat și artiști și compozitori din întreaga Europă. Romanele sale au inspirat chiar opere celebre, cum ar fi Lucia di Lammermoor de Donizetti.
Totuși, în timpurile moderne, Jane Austen a devenit mult mai cunoscută, multe dintre lucrările sale fiind adaptate în filme și seriale TV, în timp ce lucrările lui Scott au fost oarecum neglijate.

## America
Mișcarea Romantică europeană a ajuns în America la începutul secolului XIX. Romanticismul american a fost la fel de complex și individualist cum era în Europa. Ca și europenii, romaticii americani au demonstrat un nivel înalt de entuziasm moral, un angajament față de individualism și dezvoltarea sinelui, o accentuare a percepției intuitive și presupunerea că lumea naturală este în mod intrinsec bună, în timp ce societatea umană este plină de corupție. Romanticismul a devenit popular în politica, filosofia și arta americană. Mișcarea a apelat la spiritul revoluționar al Americii, dar și la cei care tânjeau să se elibereze de tradițiile religioase stricte ale primelor așezări. Romantismul a respins raționalismul și intelectul religios. A atras persoanele care se opuneau calvinismului, care include credința că destinul fiecărui individ este predestinat.

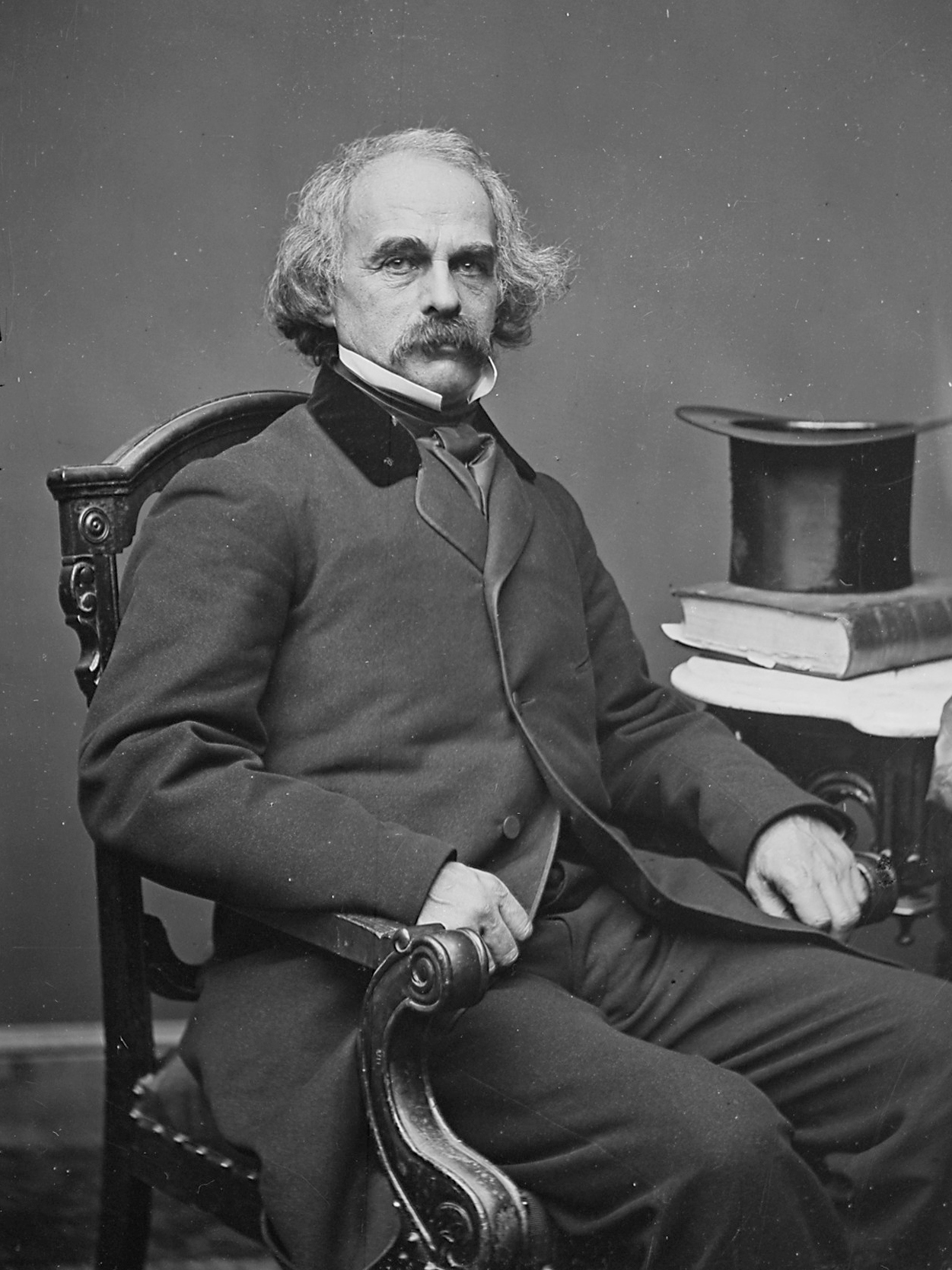
Nathaniel Hawthorne

Literatura gotică romantică a apărut devreme cu lucrările lui Washington Irving, Legenda locului Sleepy Hollow (1820) și Rip Van Winkle (1819); există elemente pitorești de „culoare locală” în eseurile lui Washington Irving și mai ales în cărțile sale de călătorie. Din 1823, romancierul prolific și popular James Fenimore Cooper (1789–1851) a început să publice romane istorice despre viața la frontieră și viața indiană, creând o formă unică de literatură americană. Cooper este cel mai bine cunoscut pentru numeroasele sale povești de mare și romanele istorice cunoscute sub denumirea Leatherstocking Tales, care pun accent pe simplitatea eroică și descrierile sale fervente ale peisajului unei frontiere deja exotice și mitizate, populate de „sălbatici nobile”, exemplificate de Uncas din Ultimii Mohicani (1826), care arată influența filosofiei lui Rousseau (1712–78). Povestirile macabre ale lui Edgar Allan Poe, care au apărut pentru prima dată la începutul anilor 1830 și poezia sa baladică au avut o influență mai mare în Franța decât în țara sa natală.
Până la mijlocul secolului XIX, preeminența literaturii din Insulele Britanice a început să fie contestată de scriitorii din fostele colonii americane. Printre aceștia s-a aflat unul dintre creatorii noului gen al povestirii scurte și inventatorul poveștii de detectivi, Edgar Allan Poe (1809–49). Un factor major de influență asupra scriitorilor americani din acea perioadă a fost Romanticismul. 
Mișcarea Romantică a dat naștere Transcendentalismului din Noua Anglie, care a prezentat o relație mai puțin restrictivă între Dumnezeu și Univers. Publicarea eseului Natură al lui Ralph Waldo Emerson din 1836 este de obicei considerată momentul de cotitură în care transcendentalismul a devenit o mișcare culturală majoră. Noua filosofie oferea individului o relație mai personală cu Dumnezeu. Transcendentalismul și Romanticismul au avut un impact similar asupra americanilor, ambele mișcări punând un accent mai mare pe sentiment decât pe rațiune, și pe libertatea individuală de exprimare față de constrângerile tradiției și obiceiurilor. Adesea, acestea implicau un răspuns extatic față de natură. Mișcarea încuraja respingerea calvinismului rigid și aspru și promitea o nouă înflorire a culturii americane.
Romanul romantic american s-a dezvoltat pe deplin cu Litera Șcarletă (1850) de Nathaniel Hawthorne (1804–1864), o dramă puternică despre o femeie alungată din comunitatea ei pentru comiterea adulterului. Fictiunea lui Hawthorne a avut un impact profund asupra prietenului său, Herman Melville (1819–1891). În Moby-Dick (1851), o călătorie aventuroasă de vânătoare de balene devine un mijloc de a explora teme precum obsesia, natura răului și lupta umană împotriva elementelor. Însă, în anii 1880, realismul psihologic și social a început să concureze cu Romanticismul în roman.

## Vezi de asemenea
- literatura irlandeză
- Literatura Irlandei de Nord
- Postromantismul